# Кін (Каліфорнія)
Кін (англ. Keene) — переписна місцевість (CDP) в США, в окрузі Керн штату Каліфорнія. Населення — 469 осіб (2020).

## Географія
Кін розташований за координатами 35°13′54″ пн. ш. 118°36′47″ зх. д. / 35.23167° пн. ш. 118.61306° зх. д. (35.231780, -118.613067).  За даними Бюро перепису населення США в 2010 році переписна місцевість мала площу 25,03 км², з яких 25,02 км² — суходіл та 0,01 км² — водойми.

### Клімат
| Клімат : Кін             | Клімат : Кін | Клімат : Кін | Клімат : Кін | Клімат : Кін | Клімат : Кін | Клімат : Кін | Клімат : Кін | Клімат : Кін | Клімат : Кін | Клімат : Кін | Клімат : Кін | Клімат : Кін | Клімат : Кін |
| Показник                 | Січ.         | Лют.         | Бер.         | Квіт.        | Трав.        | Черв.        | Лип.         | Серп.        | Вер.         | Жовт.        | Лист.        | Груд.        | Рік          |
| Абсолютний максимум, °C  | 26,1         | 32,2         | 31,7         | 34,4         | 40,0         | 44,4         | 43,9         | 43,3         | 41,7         | 37,8         | 30,0         | 26,1         | 44,4         |
| Середній максимум, °C    | 13,9         | 15,6         | 18,9         | 21,7         | 27,2         | 32,2         | 36,1         | 35,6         | 31,1         | 25,6         | 18,3         | 13,3         | 24,2         |
| Середня температура, °C  | 7,5          | 9,2          | 11,9         | 14,7         | 20,3         | 25,0         | 28,6         | 27,8         | 23,6         | 17,8         | 11,4         | 6,9          | 17,1         |
| Середній мінімум, °C     | 1,1          | 2,8          | 5,0          | 7,8          | 13,3         | 17,8         | 21,1         | 20,0         | 16,1         | 10,0         | 4,4          | 0,6          | 10,0         |
| Абсолютний мінімум, °C   | −11,7        | −8,9         | −20,6        | −2,8         | 1,1          | 3,3          | 6,1          | 8,9          | 3,3          | −5,6         | −10,6        | −13,3        | −20,6        |
| Норма опадів, мм         | 30           | 40           | 25           | 6            | 3            | 1            | 8            | 7            | 4            | 9            | 15           | 23           | 171          |
| ------------------------ | ------------ | ------------ | ------------ | ------------ | ------------ | ------------ | ------------ | ------------ | ------------ | ------------ | ------------ | ------------ | ------------ |
| Джерело: Weather Channel |              |              |              |              |              |              |              |              |              |              |              |              |              |

## Демографія
Згідно з переписом 2010 року, у переписній місцевості мешкала 431 особа в 186 домогосподарствах у складі 142 родин. Густота населення становила 17 осіб/км².  Було 225 помешкань (9/км²).
Расовий склад населення:
| - 89,3 % — білих - 2,3 % — корінних американців - 1,9 % — азіатів - 0,5 % — чорних або афроамериканців - 3,7 % — осіб інших рас |

До двох чи більше рас належало 2,3 %. Частка іспаномовних становила 10,9 % від усіх жителів.
За віковим діапазоном населення розподілялося таким чином: 14,6 % — особи молодші 18 років, 68,2 % — особи у віці 18—64 років, 17,2 % — особи у віці 65 років та старші. Медіана віку мешканця становила 53,0 року. На 100 осіб жіночої статі у переписній місцевості припадало 95,9 чоловіків;  на 100 жінок у віці від 18 років та старших — 88,7 чоловіків також старших 18 років.
Середній дохід на одне домашнє господарство  становив 61 373 долари США (медіана — 65 893), а середній дохід на одну сім'ю — 77 484 долари (медіана — 70 221). За межею бідності перебувало 32,5 % осіб, у тому числі 59,0 % дітей у віці до 18 років та 0,0 % осіб у віці 65 років та старших.
Цивільне працевлаштоване населення становило 114 особи. Основні галузі зайнятості: освіта, охорона здоров'я та соціальна допомога — 57,0 %, мистецтво, розваги та відпочинок — 26,3 %, будівництво — 12,3 %, науковці, спеціалісти, менеджери — 2,6 %.